# Cycas yorkiana
Cycas yorkiana K. D. Hill, 1996 è una pianta appartenente alla famiglia delle Cycadaceae.

## Distribuzione e habitat
Endemico della penisola di Capo York, nell'estremo nord del Queensland (Australia). Forma il sottobosco di foreste di Eucalyptus.

## Conservazione
La IUCN Red List classifica C. yorkiana come specie prossima alla minaccia. Nonostante che le popolazioni siano abbondanti è stato inserito in una categoria di minaccia a causa della ristrettezza dell'areale e della frequenza degli incendi nella zona.